# António de Arrábida
Dom frei Francisco Antonio de Arrábida (Lisboa, 9 de setembro de 1771 — Rio de Janeiro, 10 de abril de 1850) foi um padre franciscano, botânico e professor português.
Aos quinze anos de idade entrou para convento franciscano de São Pedro de Alcântara e após completar seu preparo foi nomeado professor e bibliotecário do convento de Mafra. Ali entrou em contato com o príncipe regente D. João, que admirou seu trabalho e o fez seu confessor e membro do seu conselho privado.
Viajou para o Brasil com D. João, instalando-se no convento de Santo Antônio. Foi nomeado censor régio da Mesa do Desembargo do Paço em 27 de setembro de 1808 e atuou como aio dos príncipes D. Pedro e D. Miguel. Depois da volta da família real para Portugal, D. Pedro designou-o seu conselheiro e, proclamada a independência em 1822, participou da organização da cerimônia de coroação do imperador e no mesmo ano foi nomeado bibliotecário imperial, sendo o primeiro chefe da Biblioteca Imperial e Pública da Corte. Ao longo dos trabalhos de organização da biblioteca, redescobriu os originais do importante tratado científico Flora fluminensis, de frei José Mariano da Conceição Veloso, que era dado como perdido, e responsabilizou-se pela sua publicação.
Foi tutor dos filhos de D. Pedro, e em 1827, por indicação régia, foi nomeado bispo de Anemúria e coadjutor do capelão-mor. Recebeu do imperador a Grã-Cruz da Imperial Ordem da Rosa e foi o ministrante da crisma do jovem príncipe D. Pedro (II). Em 1831 pediu demissão do cargo de bibliotecário, e em 1836 recebeu uma pensão do governo. Por ocasião da criação do Colégio Pedro II, foi indicado seu primeiro reitor em 5 de fevereiro de 1838, mas devido a problemas de saúde renunciou menos de um ano depois. Retornou à corte como assistente na coroação de D. Pedro II, pelo que recebeu a comenda da Ordem de Cristo, e em fevereiro de 1842 foi nomeado conselheiro de Estado. Foi destituído três anos depois e passou seus últimos anos de vida em dificuldades financeiras.